# Petra Marklund
Pour les articles homonymes, voir September.
September, de son vrai nom Petra Linnea Paula Marklund, est une chanteuse suédoise née le 12 septembre 1984 à Stockholm. Véritable star dans son pays, elle est surtout connue dans le reste du monde pour son tube Cry For You, écoulé à plus de 2 millions d’exemplaires en 2008.

## Biographie
Petra Marklund commence la musique à l'âge de 12 ans. Quelques années plus tard, elle intègre un groupe de rock d'ados suédois. En 2000, elle signe avec un producteur allemand et enregistre un premier album sous son vrai nom : Teen queen. Cet album est toutefois un échec que September décrit même comme « une erreur de parcours ». 
En 2003, elle est repérée par le label suédois Stockholm records, filiale de Universal, avec lequel elle enregistre son premier album September. Elle choisit ce pseudonyme en référence au surnom que lui donnaient ses parents lorsqu’elle était enfant, « la légende de septembre ». L’album connaitra un parcours mitigé en Suède malgré le succès de son premier single LA LA LA (never give it up), qui se classe dans les charts suédois et russes. Ce premier disque permet à September d'imposer son style musical, mélange de dance et de pop, qui lui vaudra par la suite la reconnaissance du grand public. Les singles suivants, We Can Do It et September All Over connaîtront également le succès, en Suède et en Roumanie. 
En 2005 sort In Orbit, album porté par le succès du single Satellites, qui lance sa carrière internationale en se classant n°1 en Espagne, n°3 en Pologne, n°4 en Suède et même n°8 du Billboard dance aux États-Unis. Le single suivant, Looking For Love, se classe également nº1 en Espagne. Les deux derniers singles extraits de l’album, Flowers on the Grave, et It Doesn’t Matter connaissent également un succès notable en Suède et en Pologne. L’album reçoit un disque de platine en Pologne, où il s’est écoulé à plus de 50 000 exemplaires. 
Cependant, ce n'est qu'en 2008 que la carrière musicale de September prend un tournant qui changera totalement sa suite avec le succès mondial de son single Cry for you, vendu à plus de 2 000 000 d'exemplaires dans le monde et se classant dans la plupart des charts mondiaux. Le single, dont la version originale se trouvait sur l’album In Orbit, est ensuite intégré à l’album Dancing Shoes et à ses différents albums internationaux. 
Son album Dancing shoes, sorti en 2007, est certifié disque d’or en Pologne où les singles Can’t Get Over et Until I Die deviennent de gros succès.  
À la suite du succès de Cry For You, September sort l’album international Gold, sur lequel se trouve ses principaux succès depuis l’album In Orbit. Un autre album, Cry For You - The Album, est enregistré pour le marché britannique. Il comprend deux titres inédits et des versions alternatives et remasterisées des principaux succès de la chanteuse depuis 2003. Le titre Can’t Get Over est choisi comme second single international. Il rencontre un succès mitigé dans divers pays d’Europe. Le single suivant, Until I Die, ne rentre pas sur la playlist de la radio BBC1 au Royaume-Uni, ce qui pousse la maison de disque de la chanteuse à annuler la sortie physique de l’album Cry For You.
En 2011, September est de retour sur la scène internationale avec un nouvel album, Love CPR, qui connait un succès colossal en Suède, se classant n°1 des ventes pendant trois semaines consécutives et totalisant près de 150 000 ventes en un an d'exploitation. Le succès de cet album s'explique en partie par les très bons classements de ses singles chantés en suédois, en particulier Mikrofonkat, qui sera certifié 8X platine en Suède. Le titre passe 13 semaines consécutives en tête des ventes. Avec plus de 320,000 téléchargements légaux, le titre devient le trentième single le plus vendu de tous les temps en Suède et le titre le plus vendu des années 2010 et 2011. 
September enregistre ensuite une version anglaise de Mikrofonkåt,  Me and My Microphone, qui sera utilisée comme premier single international pour l'album. Ce dernier sort le 5 juillet en Amérique du Nord où il se classe dès sa sortie dans les meilleures ventes iTunes du top Dance. 
Les autres singles issus de l’album connaissent également un succès important en Suède, bien que largement inférieur à celui de Mikrofonkåt. Le single Party In My Head est certifié disque de platine, et Resuscitate Me disque d’or. 
Le dernier single extrait de l’album, Hands Up, sort en 2012 aux États-Unis. Il connaît un certain succès sur les radios dance. 
En 2012, September annonce la sortie d'un album en suédois publié sous son véritable nom (Petra Marklund). L'album est complètement différent des albums précédents, ne suivant pas du tout le registre Pop-Dance auquel September avait habitué le public. L'album Inferno sort le 26 octobre 2012 et se vend à plus de 40 000 exemplaires en à peine 6 mois. Un an après sa sortie, les ventes de l'album dépassent les 80 000 exemplaires, faisant de Inferno le deuxième album le plus vendu de Petra Marklund après Love CPR.
Le premier extrait issu de l'album Inferno, Handerna Mot Himlen connaît parallèlement un énorme succès en Suède où il est certifié 6X Platine pour 240 000 téléchargements légaux.
Ces succès retentissants font d’elle l’une des plus grandes vendeuses de disques du pays.
Petra Marklund revient en 2015 avec Ensam Inte Stark. L’album est salué par la critique mais ne connaît pas le succès de ses deux précédents disques. Il se classe à la treizième place du top album suédois. Le succès confidentiel de cet album force la chanteuse à annuler les dernières dates de sa tournée, le nombre de tickets vendus étant insuffisant dans le nord de la Suède.

## Discographie

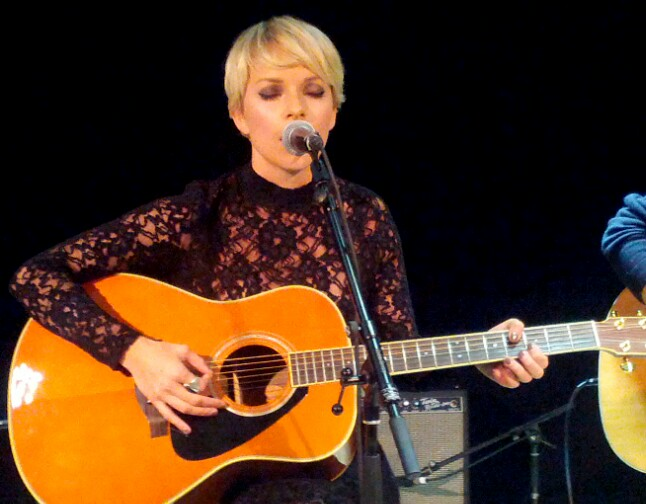
Petra Marklund en 2012.

### Albums
| Année | Titre            | Classement | Classement | Classement | Classement |
| Année | Titre            | SUÈ        | FIN        | POL        | CZ         |
| ----- | ---------------- | ---------- | ---------- | ---------- | ---------- |
| 2004  | September        | 36         | —          | —          | —          |
| 2005  | In Orbit         | 17         | 36         | 10         | —          |
| 2007  | Dancing Shoes    | 12         | —          | 19         | —          |
| 2011  | Love CPR         | 1          | 26         | 26         | 33         |
| 2012  | Inferno          | 1          | —          | —          | —          |
| 2015  | Ensam Inte Stark | 13         | —          | —          | —          |
| 2021  | Frimärken        | —          | —          | —          | —          |

3 jours après sa sortie numérique, Love CPR est certifié disque d'or pour 20 000 téléchargements légaux en Suède. La version physique sort 2 jours plus tard et est certifié disque de platine en seulement quelques jours. Début 2012, Love CPR reçoit un double disque de platine pour plus de 100 000 copies écoulées. 
- 2008 : September (États-Unis uniquement)
- 2008 : Dancing in Orbit' (Pays-Bas et Belgique uniquement)
- 2008-2009 : Gold (certains pays d'Europe et Océanie)
- 2009 : Cry for You - The Album (Royaume-Uni uniquement et seulement en téléchargement, pas de sortie physique)

### Singles
| Année | Titre                       | Classement des ventes | Classement des ventes | Classement des ventes | Classement des ventes | Classement des ventes | Classement des ventes | Classement des ventes | Classement des ventes | Classement des ventes | Classement des ventes | Classement des ventes | Classement des ventes | Classement des ventes | Classement des ventes | Classement des ventes | Album         |
| Année | Titre                       | FR                    | FR TL                 | SUÈ                   | FIN                   | ESP                   | R-U                   | É-U                   | ROU                   | RUS                   | POL                   | P-B                   | DAN                   | SUI                   | AUS                   | EUR                   | Album         |
| ----- | --------------------------- | --------------------- | --------------------- | --------------------- | --------------------- | --------------------- | --------------------- | --------------------- | --------------------- | --------------------- | --------------------- | --------------------- | --------------------- | --------------------- | --------------------- | --------------------- | ------------- |
| 2003  | La La La (Never Give It Up) | —                     | —                     | 8                     | —                     | —                     | —                     | —                     | 7                     | 4                     | —                     | —                     | —                     | —                     | —                     | —                     | September     |
| 2003  | We Can Do It                | —                     | —                     | 10                    | —                     | —                     | —                     | —                     | 70                    | —                     | —                     | —                     | —                     | —                     | —                     | —                     | September     |
| 2004  | September All Over          | —                     | —                     | 8                     | —                     | —                     | —                     | —                     | 14                    | —                     | —                     | —                     | —                     | —                     | —                     | —                     | September     |
| 2005  | Satellites                  | —                     | —                     | 4                     | 18                    | 1                     | 96                    | 8                     | 5                     | —                     | 1                     | —                     | —                     | —                     | —                     | 143                   | In Orbit      |
| 2005  | Looking for Love            | —                     | —                     | 17                    | —                     | 1                     | —                     | —                     | 73                    | —                     | 2                     | —                     | —                     | —                     | —                     | 50                    | In Orbit      |
| 2006  | Flowers on the Grave        | —                     | —                     | —                     | —                     | —                     | —                     | —                     | —                     | —                     | —                     | —                     | —                     | —                     | —                     | —                     | In Orbit      |
| 2006  | It Doesn't Matter           | —                     | —                     | —                     | —                     | —                     | —                     | —                     | 66                    | 121                   | 20                    | —                     | —                     | —                     | —                     | 200                   | In Orbit      |
| 2006  | Cry for You                 | 6                     | 7                     | 6                     | 13                    | 30                    | 5                     | 1                     | 10                    | 7                     | 5                     | 10                    | 10                    | 6                     | 14                    | 16                    | In Orbit      |
| 2007  | Can't Get Over              | —                     | —                     | 5                     | 10                    | 6                     | 9                     | —                     | 28                    | —                     | 7                     | 35                    | —                     | —                     | 41                    | 85                    | Dancing Shoes |
| 2007  | Until I Die                 | —                     | —                     | 5                     | 6                     | 20                    | —                     | —                     | 29                    | —                     | 6                     | 91                    | —                     | —                     | —                     | 75                    | Dancing Shoes |
| 2008  | Because I Love You          | —                     | —                     | 43                    | —                     | 37                    | —                     | —                     | —                     | —                     | 43                    | —                     | —                     | —                     | —                     | 228                   | Dancing Shoes |
| 2010  | Mikrofonkåt                 | —                     | —                     | 1                     | —                     | —                     | —                     | —                     | —                     | —                     | —                     | —                     | —                     | —                     | —                     | —                     | Love CPR      |
| 2010  | Resuscitate Me              | —                     | —                     | 45                    | —                     | 50                    | —                     | —                     | —                     | —                     | —                     | —                     | —                     | —                     | —                     | —                     | Love CPR      |
| 2010  | Kärlekens Tunga             | —                     | —                     | 6                     | —                     | —                     | —                     | —                     | —                     | —                     | —                     | —                     | —                     | —                     | —                     | —                     | Love CPR      |
| 2010  | Vem ska jag tro på          | —                     | —                     | 46                    | —                     | —                     | —                     | —                     | —                     | —                     | —                     | —                     | —                     | —                     | —                     | —                     | Love CPR      |
| 2010  | Baksmälla (feat. Petter)    | —                     | —                     | 3                     | —                     | —                     | —                     | —                     | —                     | —                     | —                     | —                     | —                     | —                     | —                     | —                     | Love CPR      |
| 2011  | Party In My Head            | —                     | —                     | 32                    | —                     | 47                    | —                     | 9                     | —                     | —                     | —                     | —                     | —                     | —                     | —                     | —                     | Love CPR      |
| 2011  | Me & My Microphone          | —                     | —                     | —                     | —                     | 32                    | —                     | 15                    | —                     | —                     | —                     | —                     | —                     | —                     | —                     | —                     | Love CPR      |
| 2012  | Hands Up                    | —                     | —                     | —                     | —                     | —                     | —                     | —                     | —                     | —                     | —                     | —                     | —                     | —                     | —                     | —                     | Love CPR      |
| 2012  | Händerna Mot Himlen         | —                     | —                     | 1                     | —                     | —                     | —                     | —                     | —                     | —                     | —                     | —                     | —                     | —                     | —                     | —                     | Inferno       |

## Vidéographie

### Clips
- 2010 : Resuscitate Me, tiré de Love CPR, dirigé par Patric Ullaeus
- 2011 : Party in My Head, tiré de Love CPR, dirigé par Patric Ullaeus
- 2011 : Me and My Microphone, tiré de Love CPR, dirigé par Patric Ullaeus